# Notitia dignitatum

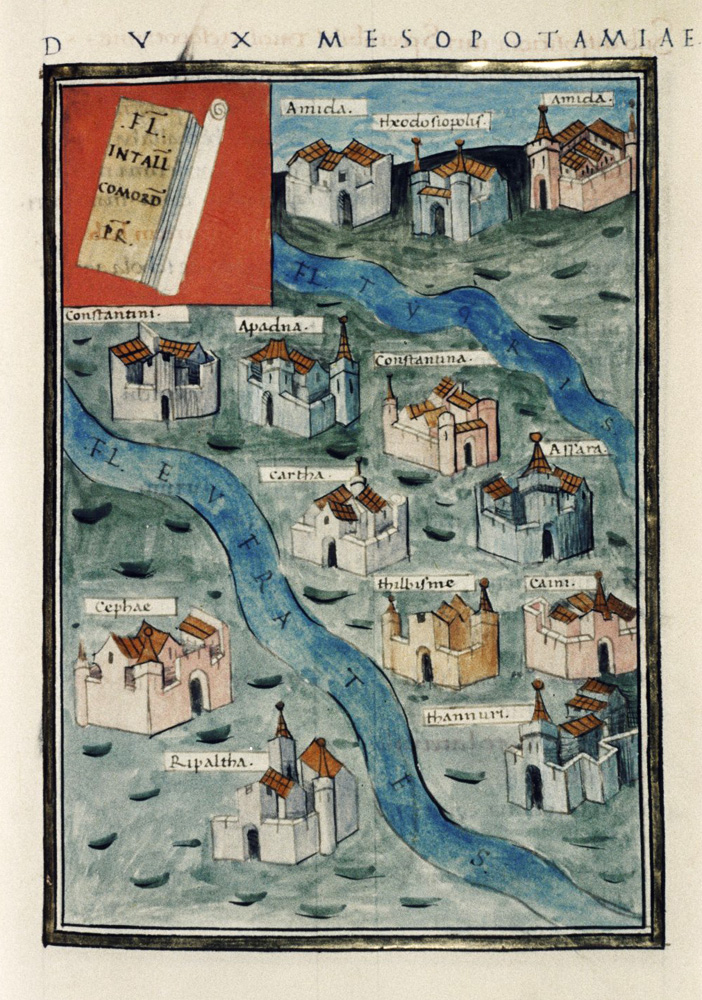
Ilustracja przedstawiająca Mezopotamię z Eufratem

Notitia dignitatum – późnoantyczny dokument zawierający wiadomości topograficzne ze spisem urzędów cywilnych i wojskowych Cesarstwa Rzymskiego w IV/V wieku n.e. 
Powstał najpewniej w pierwszej połowie V stulecia. Jego pełny tytuł brzmi Notitia dignitatum et administrationum omnium tam civilium quam militarium. W ramach ówczesnego podziału administracyjnego podano w nim wykaz prowincji, miast, twierdz i ważniejszych osiedli oraz związanych z nimi stanowisk administracyjnych i wojskowych. Został bogato zilustrowany kilkudziesięcioma barwnymi obrazkami pełniącymi rolę uzupełniająco-objaśniającą. Są to umowne mapki poszczególnych terytoriów z zaznaczeniem istotnych miejscowości i z dodanymi personifikacjami prowincji. Ponadto graficznie przedstawiono insygnia miejscowych urzędników i znaki lokalnych oddziałów wojskowych. Dość prymitywne ilustracje nie wykazują wartości artystycznej.  
Do czasów współczesnych zachowany w postaci 4 kopii (rękopisów) z XV i XVI wieku, sporządzonych z wcześniejszego odpisu – zaginionego Codex Spirensis powstałego w IX-X wieku. Znajdują się one w posiadaniu bibliotek w Oksfordzie, Paryżu, Monachium i Trydencie.